# Station Lipuska Huta
Station Lipuska Huta is een spoorwegstation in de Poolse plaats Lipuska Huta.